# Saint-Sorlin-de-Morestel
Saint-Sorlin-de-Morestel é uma comuna francesa na região administrativa de Auvérnia-Ródano-Alpes, no departamento de Isère. Estende-se por uma área de 5,38 km². Em 2010 a comuna tinha 637 habitantes (densidade: 118,4 hab./km²).